# Grange de Louisias
La grange de Louisias est une grange située à Charavines, en Isère, dans la région Auvergne-Rhône-Alpes, en France.

## Localisation
La grange se positionne au nord du territoire de la commune de Charavines, dans le hameau de Louisias, non loin de la route départementale 50d (RD 50d) qui relie le bourg de Charavines à la commune voisine de Chirens. La grange est située à moins de trois kilomètres du lac de Paladru et moins de cinq kilomètres de la Chartreuse de la Sylve-Bénite.

## Description

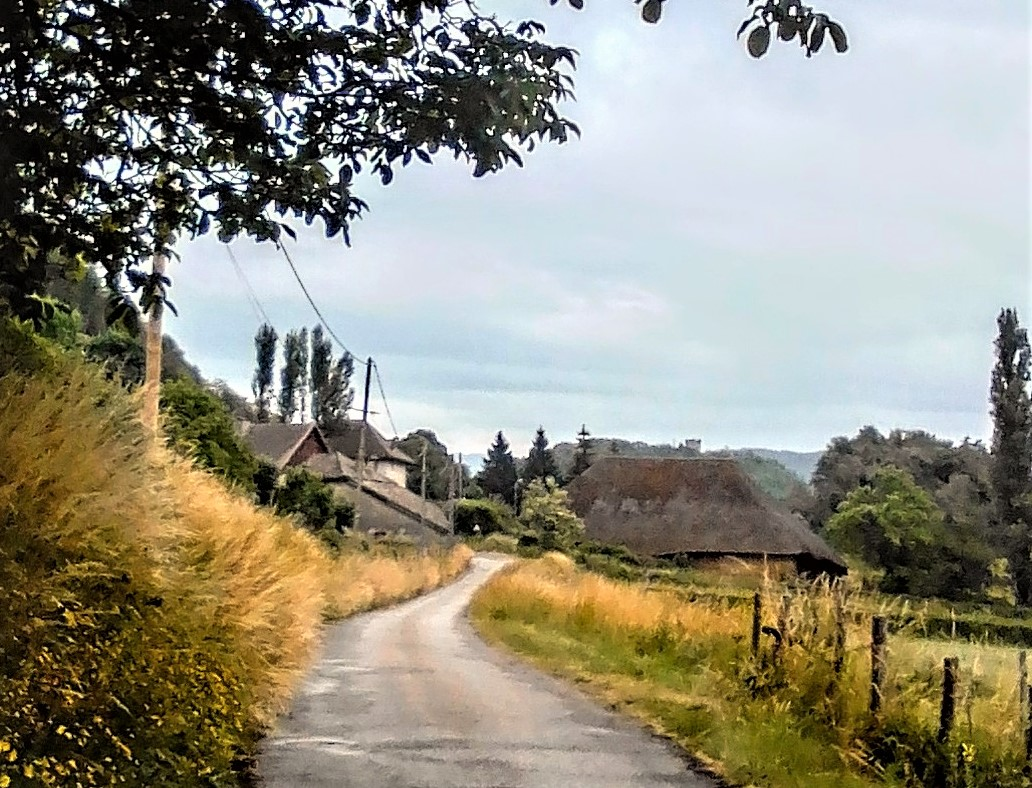
La grange de Louisias et la tour de Clermont en arrière-plan.

Cette grange a été édifiée sur le flanc d'une colline. Elle est essentiellement constituée de pisé mais avec une assise de maçonnerie datant du début du XIXe siècle. Le bâtiment, en très bon état de conservation, s'organise suivant un plan rectangulaire. Les entrées du bâtiment sont situées sur le pignon ouest et sont protégés par une large avancée de toiture supportée par des consoles, selon un dispositif largement utilisés dans le pays voironnais, une secteur de l'ancienne province du Dauphiné.
L'ensemble est surmonté d'un toit imposant avec deux pans et deux croupes et entièrement couvert de chaume de roseau. La grange est classée aux monuments historiques par arrêté du 22 mai 1986.

## Historique
Selon le site de la mairie de Charavines, la grange a été construite en 1805 et elle reste l'un témoignage bien conservé au XXIe siècle de l'architecture traditionnelle paysanne de la communauté d'agglomération du Pays Voironnais.

### Visite
La grange, parfaitement visible depuis une petite route vicinale, est une propriété privée non accessible aux visiteurs.
Celle-ci peut occasionnellement être accessible aux visiteurs, uniquement dans le cadre de la présentation des produits agricoles du propriétaire du lieu.